# Joch
Joch en idioma francés y oficialmente, Jóc en catalán, es una localidad  y comuna francesa, situada en el departamento de Pirineos Orientales en la región de Languedoc-Rosellón y comarca histórica del Conflent.
A sus habitantes se les conoce por el gentilicio de jochinois en francés o joquinès o joquenc,
joquinesa o joquenca en catalán.

## Geografía

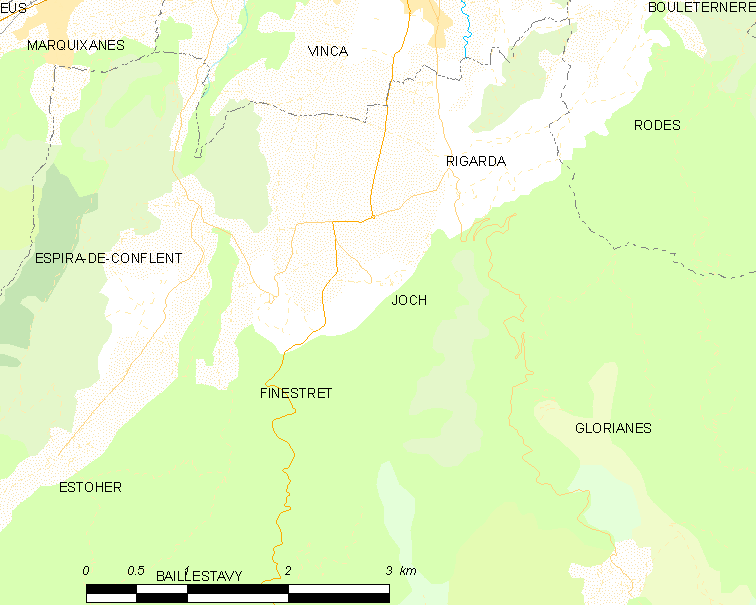
Situación de Joch

## Demografía
| 149 | 160 | 122 | 124 | 135 | 146 |
| Para los censos de 1962 a 1999 la población legal corresponde a la población sin duplicidades (Fuente: INSEE [Consultar]) |     |     |     |     |     |